# Brosjön, Västergötland
Brosjön är en sjö i Töreboda kommun i Västergötland och ingår i Göta älvs huvudavrinningsområde.